# Les Ageux
Les Ageux – miejscowość i gmina we Francji, w regionie Hauts-de-France, w departamencie Oise.
Według danych na rok 1990 gminę zamieszkiwało 1008 osób, a gęstość zaludnienia wynosiła 202 osoby/km² (wśród 2293 gmin Pikardii Les Ageux plasuje się na 292. miejscu pod względem liczby ludności, natomiast pod względem powierzchni na miejscu 875.).